# Мохаммед Ульд Билал
Мохаммед Ульд Билал (араб. محمد ولد بلال مسعود‎; род. 10 декабря 1963, Росо, Мавритания) — мавританский политик и государственный деятель, 16-й премьер-министр Мавритании с 6 августа 2020 по 2 августа 2024 года. Был назначен президентом Мавритании Мухаммедом ульд аш-Шейх аль-Газуани и заменил Исмаила ульд Бедда ульд Шейх Сидийя, который подал в отставку со всем своим правительством из-за расследования по обвинениям в коррупции на высоком уровне.
Член мавританской партии Союз за республику.
До назначения работал политическим советником и возглавлял несколько государственных органов, в частности, был главой национального водного агентства, помощником президента и членом кабинета министров.